# Pere Cuquet
Pere Cuquet (c. 1595 – 1663) va ser un dels pintors més significants de la primera meitat del segle xvii de Barcelona. A causa de la falta de documentació i les destrosses comeses durant la guerra civil, tant la seva biografia com la catalogació de les seves obres esdevenen actualment una tasca complicada pels investigadors.
Tot i així, encara podem seguir gaudint del tenebrisme, l'habilitat compositiva i la fermesa del dibuix del català que ens ofereix Cuquet amb obres com la nativitat del retaule major del Carme, el retaule de Sant Feliu de Codines o l'exquisit Sant Jeroni de l'església parroquial de Sant Miquel de Fuentes de Ebro a Saragossa.

## Biografia
L'estudi de Pere Cuquet en particular, però en general dels pintors catalans del barroc, presenta moltes dificultats. L'espoli i abandonament de convents i monestirs durant la desamortització del 1835 i les destrosses durant la guerra civil - en concret al Juliol del 1936, on es van incendiar més del noranta per cent dels retaules - són les causants principals de la pèrdua del nostre patrimoni historicoartístic. A més fins fa poc, el barroc català era considerat un cicle de decadència per part de la societat i de la historiografia. No ha sigut fins a mitjans del segle xx, quan autors com Joaquim Folch i Torres van començar a dedicar estudis a una de les joies més grans de la nostra cultura.
La seva personalitat artística no se'ns mostra gens equilibrada. Cuquet va treballar com a clavari del Col·legi de Pintors de Barcelona el 1636, on trobem també com a cònsols a Antoni Borrell i Joan Arnau, deixeble d'Eugenio Cajés.
La segona i última cronologia que tenim sobre la seva vida és el 1628, data del seu matrimoni amb una jove de Sant Feliu de Codines.

Només coneixem d'ell la faceta religiosa, de caràcter romanista, adient als sentiments de devoció i espiritualitat que havien de suscitar en els creients aquestes obres. Les referències que ens trobem de Cuquet tant pels seus coetanis com pels tractadistes ens indiquen que era un pintor molt ben reconegut i de ressò. Una de les més belles que tenim és un fragment de “Lo desengany” (1650), on el poeta i dramaturg Francesc Fontanella elogia als pintors del seu país:
“VULCANO:.../ Amb tot, per regalar/ mos delicats pensaments,/ de sa bellesa gentil [de venus]/ un nou retrato vull fer./ Vinga lo tento i paleta,/ vinguin colors i pinzells,/ vinguin Ros, Arnau, Ripoll,/ Cassanoves i Cuquet,/ i, per millor retratar-la,/ oh, qui en aquest punt tingués/ de Guirri lo colorit,/ la destresa d'Altisent”.
El 1800 Cean Bermúdez descriu a Cuquet com un pintor de gran esperit i geni en la composició. Ráfols el 1951 tampoc l'oblida en el seu diccionari d'artistes: “Va ser un dels més hàbils artistes barcelonesos setcentistes, distingint-se per un dibuix correcte, per la força del clarobscur i per un vigorós i valent color amb el qual sabia decorar les seves composicions”. I per acabar, un dels pilars del segle xvii a Espanya, el pintor i tractadista Antonio Palomino l'anomena “excelente Pintor” en el seu recull de vides d'artistes.

## Context
Al llarg del segle xvi i XVII Catalunya esdevé molt activa en la producció d'obres. La Corona de Castella, iniciada amb el primer matrimoni de Ferran II, implicarà la progressiva subordinació de la Corona d'Aragó a la de Castella –fins a la completa dependència el 1714 amb la guerra dels segadors- però també serà un període d'estabilitat econòmica. Aquest factor, juntament amb la necessitat d'obres de caràcter artístic, conseqüència del creixement demogràfic, el ressò de la reforma religiosa i el concili de Trento el 1563, expliquen la inversió de recursos que la societat catalana va dedicar a remodelar edificis, sobretot religiosos, i decorar-los amb les obres adients.
L'art d'aquest moment va dependre molt poc del patronatge cortesà i nobiliari. Els clients més habituals eren universitats (ajuntaments), parròquies, gremis d'ofici, corferies, convents, monestirs i alguns promotors particulars (pagesos, menestrals, burgesos, canonges...)
En tot cas eren dedicades a la devoció col·lectiva i privada, i per la renovació del catolicisme de la contrareforma. En aquest context, el retaule esdevindrà un gènere idoni, ja que complia amb totes les funcions catequètiques i moralitzadores. Feien suport al ritual, ajudaven a ensenyar i a difondre les devocions i homenatjaven als patrons dels temples – de les corferies o els sants invocats per malaltia. Aconseguien així tot un programa temàtic entre l'art i la devoció. Un aspecte important que va esdevenir de la contrareforma són la reivindicació de noves fórmules pietoses, que òbviament tenen el seu reflex en l'art que produeixen. Entre elles trobem la reivindicació de la verge, amb el culte al rosari, la transcendència de l'eucaristia i els cultes als dolors o a la puríssima sang. A més de la pujada a l'altar de nous sants com Francesc Xavier, Isidre, Teresa de Jesús... que conviuen a les composicions amb les heroïnes i herois tradicionals.
A part, hem de relacionar l'arribada d'aquests nous esquemes classicistes i devots contrareformistes amb la recepció de l'impacte del naturalisme i els barroquismes de les obres dels pintors, espanyols o italians, dels nuclis cortesans del XVII. La importació i l'assimilació del model italià es farà present en les obres dels pintors catalans d'aquest segle. L'ús d'estampes en els tallers va potenciar significativament aquesta transformació, sobretot les de Albrecht Dürer, Martin Schongauer, Cornelis Cort, Marcantonio Raimondi… No hem d'oblidar però que els artistes es trobaven en un ambient profundament artesà, en el qual “l'art” era un “ofici” i no pas una professió “intel·lectual” o una activitat vocacional. La fi del model artesanal no es produirà definitivament fins a la fundació de la Reial Acadèmia de las Tres Nobles Artes de San Fernando el 1752, tot i que les reivindicacions de liberalitat ja començaven a emergir a finals del segle xvii.

## Obra

### Retaule major de l'església del Carme

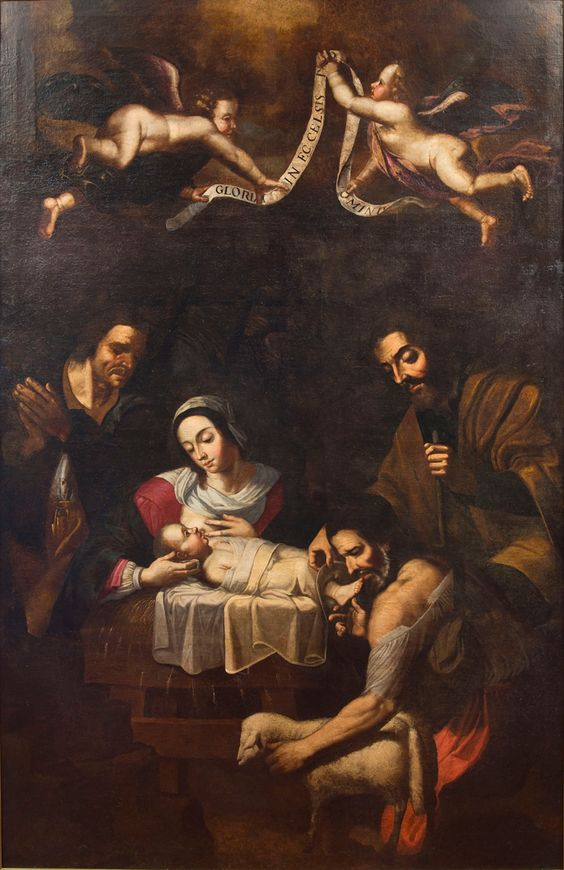
Adoració dels pastors

El 12 de novembre de 1620 els administradors de la confraria del Carme i els frares del convent de Nostre Senyora del Carme de Manresa contracten els fusters Joan Generes i Jeroni Maimó per a construir part del retaule major de l'església. Un any després, van pactar amb l'escultor Pedro Fernàndez realitzar els relleus de l'escena de la passió pel bacanal del retaule major. I l'any 1654 es crida a Pere Cuquet per fer les pintures a l'oli dels sis taulons del retaule: Anunciació, nativitat, adoració dels reis, circumcisió, assumpta, coronació de la verge i Sant Joan i la verge flanquejant el crucificat de fusta de l'àtic.
Malgrat la destrucció del convent i l'església el 1936 es van salvar alguns fragments del retaule major, juntament amb les sis teles. A més hem pogut conservar dues fotografies de l'interior de l'església, on podem veure el conjunt original.
Excepte la tela de Sant Joan i la verge hem pogut conservar totes les pintures, però es troben molt deteriorades. Són teles de gran format i de dimensions diferents, ja que disminueixen des del primer nivell, amb les més grans, fins al tercer. Al primer nivell hi havia el naixement i l'adoració; al segon l'anunciació i la presentació de Jesús al temple i per acabar, l'Assumpta i la Coronació. En aquesta última tela la verge apareix abillada amb el mantell blanc d'orde carmelità relacionat amb el mateix convent. Seguint una lògica narrativa l'Anunciació i la nativitat haurien d'estar en el mateix nivell, per tant és probable que hi hagi un desajustament o que les mesures s'hagin mal interpretat. A més com apunta Joan Bosch, hi ha un canvi evident de registre en les teles del cos superior que podria ser el resultat d'un col·laborador o pot ser que el mateix pintor busques un grau més elevat d'efectivisme visual.
Seguint les paraules de Bosch, en aquesta obra el pintor se'ns mostra madur i molt personal, superant les taules de Sant Feliu de Codines. Es citen com a influències probables a O. Sammachini, Correggio -per l'aureola del putti de l'anunciació i el crist de la coronació-  i un eco de B. Carducci també a l'anunciació, pel que fa a la distribució i gestos dels personatges.
Palomino situa a Joan Arnau, cònsol del Col·legi de Pintors quan Cuquet és Clavari, com a deixeble de E. Cajés, un pintor molt proper als Carducci, que podria ser la font que utilitza el pintor en aquesta tela. A més és un exemple del nivell i mitjans de relació entre els pintors barcelonins i els cercles artístics de la cort.
Cuquet se'ns mostra en total consonància amb la concepció d'aleshores sobre l'ofici del pintor. Era un artista capaç de crear imatges que acompanyessin l'espiritualitat i els sentiments devots i pietosos. Com indica Paleotti, una de les veus emblemàtiques dels decrets de Trento sobre les imatges sacres, el pintor igual que el predicador ha d'aconseguir “dilettare, insegnare et muovere”.
Les teles del retaule es van trobar als magatzems del Museu-Arxiu de Manresa enrotllades i requerien un procés de restauració urgent. El Servei de Béns Mobles de la Generalitat es va traslladar a Sant Cugat on van ser restaurades en una primera fase de fixació, neteja i reentelatge. “La Nativitat” va ser completament restaurada, ja que presentava menys danys que les altres i es pot veure exposada actualment al Museu Comarcal de Manresa.

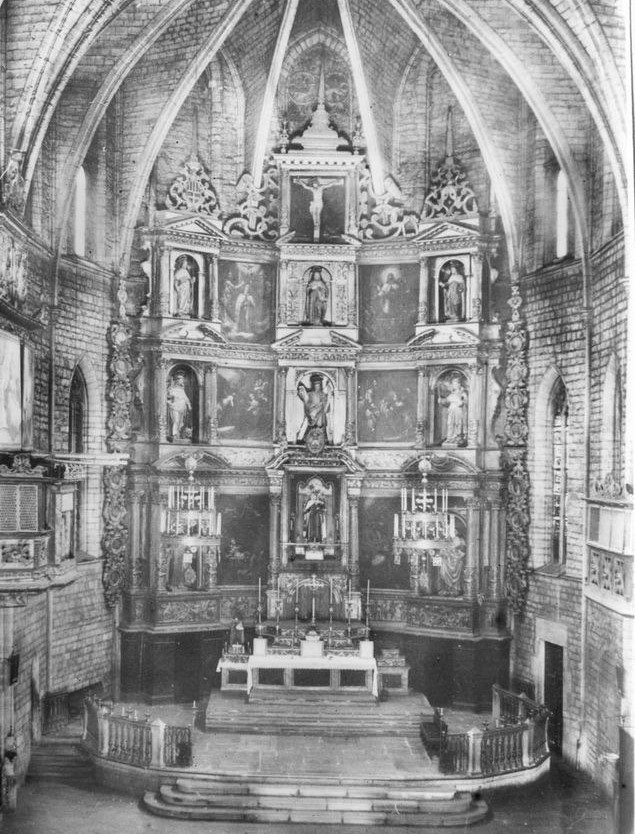
Interior de l'església amb el retaule abans de la destrucció.

### Retaule major de Sant Feliu de Codines

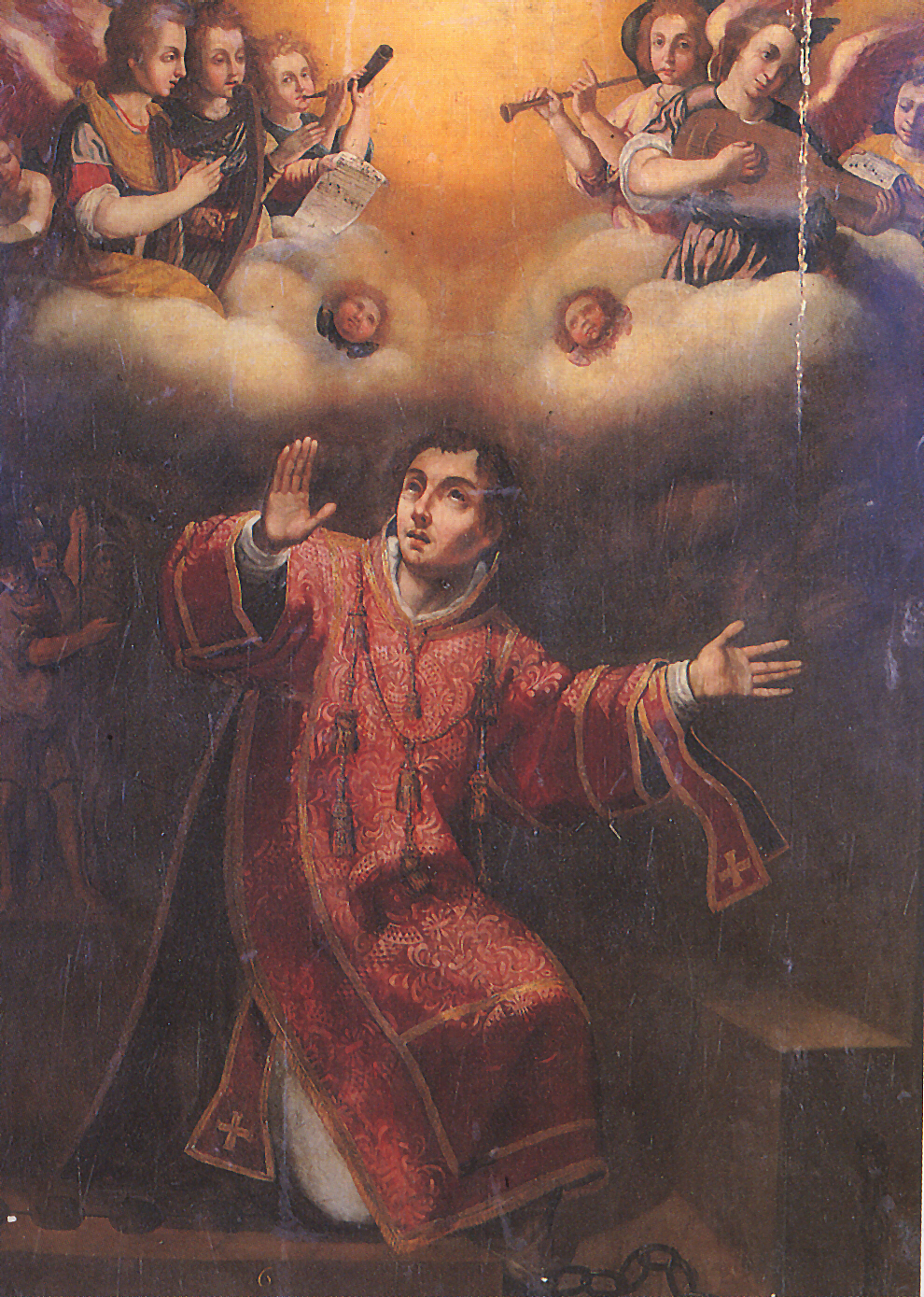
Sant Feliu a la presó

El retaule va presidir la parròquia de Sant Feliu de Codines fins a l'any 1880, que va ser substituït per un de nou, obra de l'escultor Josep Gay i Marcelí Carner. Algunes de les taules es van guardar a la casa rectoral i posteriorment van ser traslladades al Museu de Granollers durant la Guerra Civil. Gràcies a això hem pogut conservar-les, ja que l'església va ser completament destruïda l'any 1936. Actualment podem veure quatre de les sis taules pintades per Cuquet a les parets laterals del presbiteri de la nova església parroquial de Sant Feliu de Codines.
Les teles representen escenes de la vida del Sant: la detenció, el sant a la presó, la flagel·lació i el martiri. L'atribució de les obres a Cuquet, i al treball del daurat a Joan Basi, la devem a una font molt segura que aporta P. Andreu de Palma a la seva “historia de la Villa de San Felio de Codines” del llibre de l'obra de la parroquial on diu: “El día 13 de abril de 1636 se daba a pintar lo retauló major de la Iglesia de St. Feliu de Codinas per preu de set sentas lliures a Joan Vehí daurador ciutadà de Barcelona per lo deurar y estofar 525 lls, y a Pere Cuquet pintor també ciutadà de Barcelona 175 lls. Com consta ab acte rebut en poder del Dr. Andreu Fontcuberta de la vila de Moyá, dit dia y any. Son 700 lls.”
L'escena del sant a la presó va ser la primera en restaurar-se mentre que les altres tres es van dur a terme el 2004 pel Centre de restauració de béns mobles de Catalunya. En la memòria d'activitats es ressalta la gran qualitat tècnica i estètica de Cuquet caracteritzada per una distribució de la pintura en capes fines i uniformes, sense que ressaltin les pinzellades. El major problema que van presentar era degut a un vernís de baixa qualitat que s'havia engroguit i a més va ser aplicat sense neteja prèvia.

L'escena del martiri del sant amb les urpes està relacionada amb una font iconogràfica molt innovadora. Normalment aquesta escena s'inspira en el relat de Flos Sanctorum de Voràgine, on el sant és martiritzat i mort per “l'arpa de ferro”. El martiri de Sant Feliu de Burgunyà segueix aquest prototip de representar el sant a l'eculi, però Cuquet el representa de cap per avall sotmès a la tortura. Aquesta representació es correspon al llibre de P. Antoni V. Domènech “Historia General de los Santos” imprès el 1602 a Girona on trobem la següent descripció:
“Desde la mañana hasta la tarde le tuvo puesto en el tormento la cabeça abaxo colgando por los pies, y abriéndole con peines de Hierro todo el cuerpo sin parecer de el santo muestra alguna de dolor”.

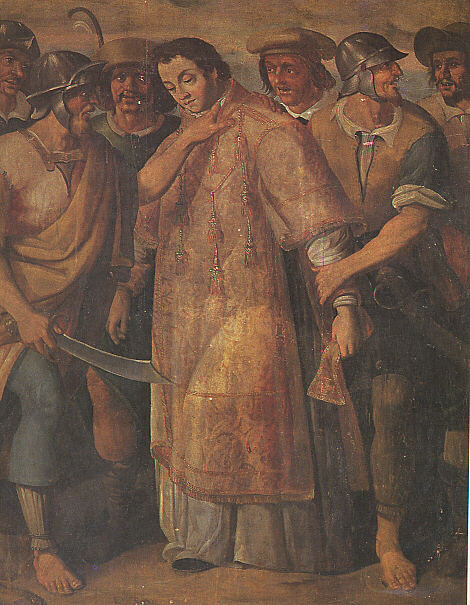
Arrest de sant Feliu

Segons aquest escrit l'escena no conclou amb la mort del sant. Això porta a la hipòtesi, formulada per Joan Bosch, que en mig d'aquesta escena hi hauria el sant a la presó i seguidament una perduda que representaria el martiri per degollació. Això faria concloure el cicle en sis teles.
El 2003 però, es va plantejar una altra hipòtesi sobre el retaule feta per Josep Galobart a la revista del museu de Granollers. Aquí s'indica que a la segona clàusula del contracte el pintor es compromet a pintar quinze taules del retaule. Aquest però no ens descriu el programa iconogràfic que hauria desenvolupat en aquestes taules. En tot cas aquesta nova hipòtesi replanteja l'estructura que devia tenir el retaule.
Segons el document contractual s'inclou que també “promet y se obliga pintar la trona de dita sglesia (...) de aquelles figuras o historias que per dita trona a ell li aparexera convenir”. No ha quedat cap rastre de aquesta trona, però P. Andreu de Palma al segle xviii testimonia que es construeix una altra trona que es devia substituir per la pintada per Cuquet.
A partir de les fitxes de Josep Maria Madurell, conservades a l'Arxiu històric de Protocols de Barcelona, es demostra que el pintor estava casat amb Eulàlia Roca, filla de Valentí Roca i d'Àngela, naturals de Sant Feliu de Codines. Aquest fet, devia ser el motiu de la intervenció del pintor a l'església del poble.
S'ha pogut comprovar una font parcial gràfica en l'escena del Sant a la presó que ens indica que el pintor estava al corrent de noves estampes. Es tracta d'un gravat de Cornelis Cort sobre el martiri de Sant Pere de Marcello Venusti da Mantova (1576). Recórrer a gravats o estampes flamenques i italianes era molt habitual en els pintors catalans, ja que eren ideals per a les representacions pietoses que dictava la contrareforma.
També és adient destacar la introducció de personatges d'homes que riuen, o “figuras ridícules”. Pere Cuquet a la taula de la detenció de Sant Feliu dota als soldats d'aquest aire rialler. Les escenes de gènere on apareixien personatges embriagats o grollers, propis de la pintura holandesa, van ser ben rebuts puntualment dins el col·leccionisme català. Segurament trobaven en ells la representació pictòrica de la novel·la picaresca i els proverbis populars.

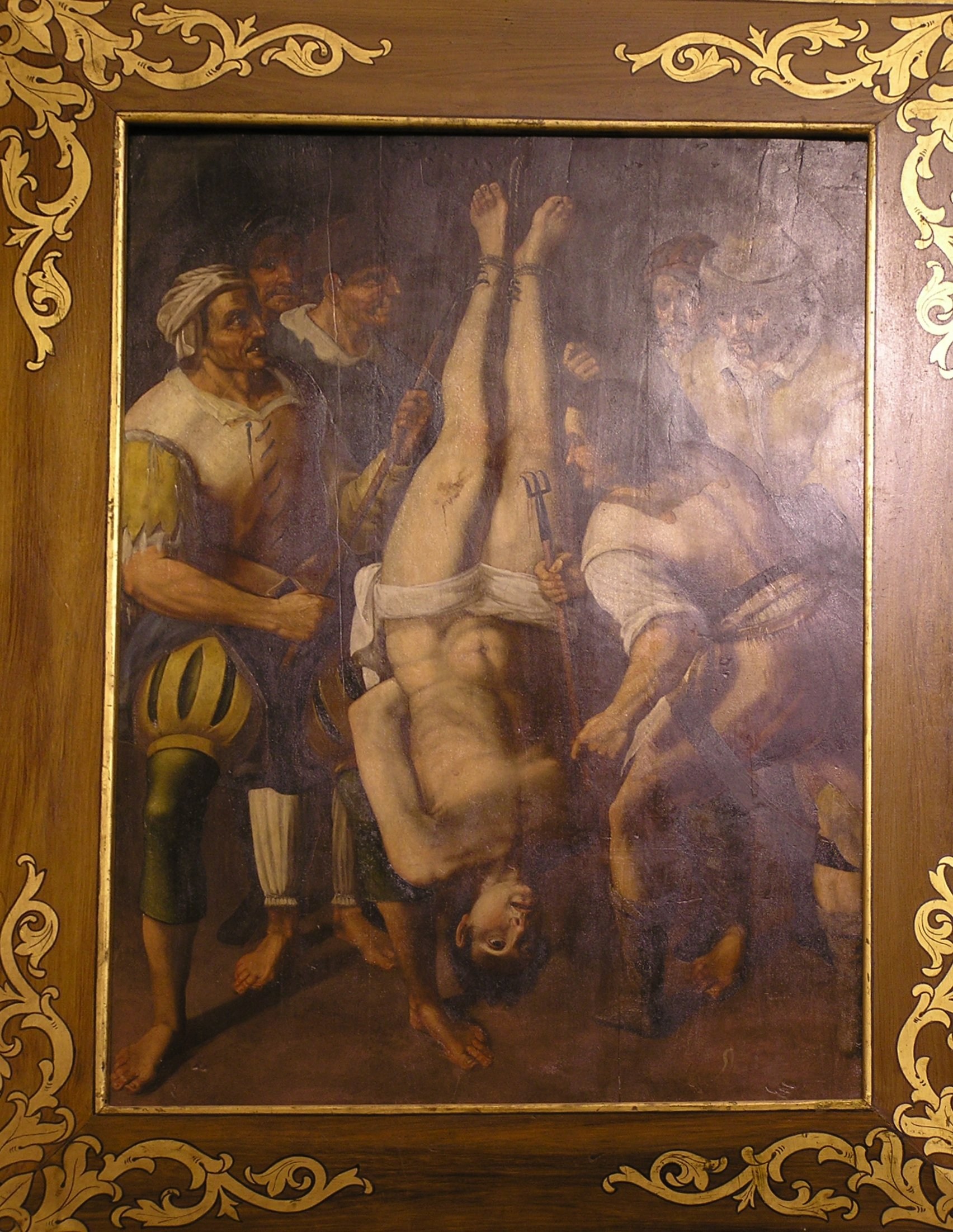
Martiri de sant Feliu
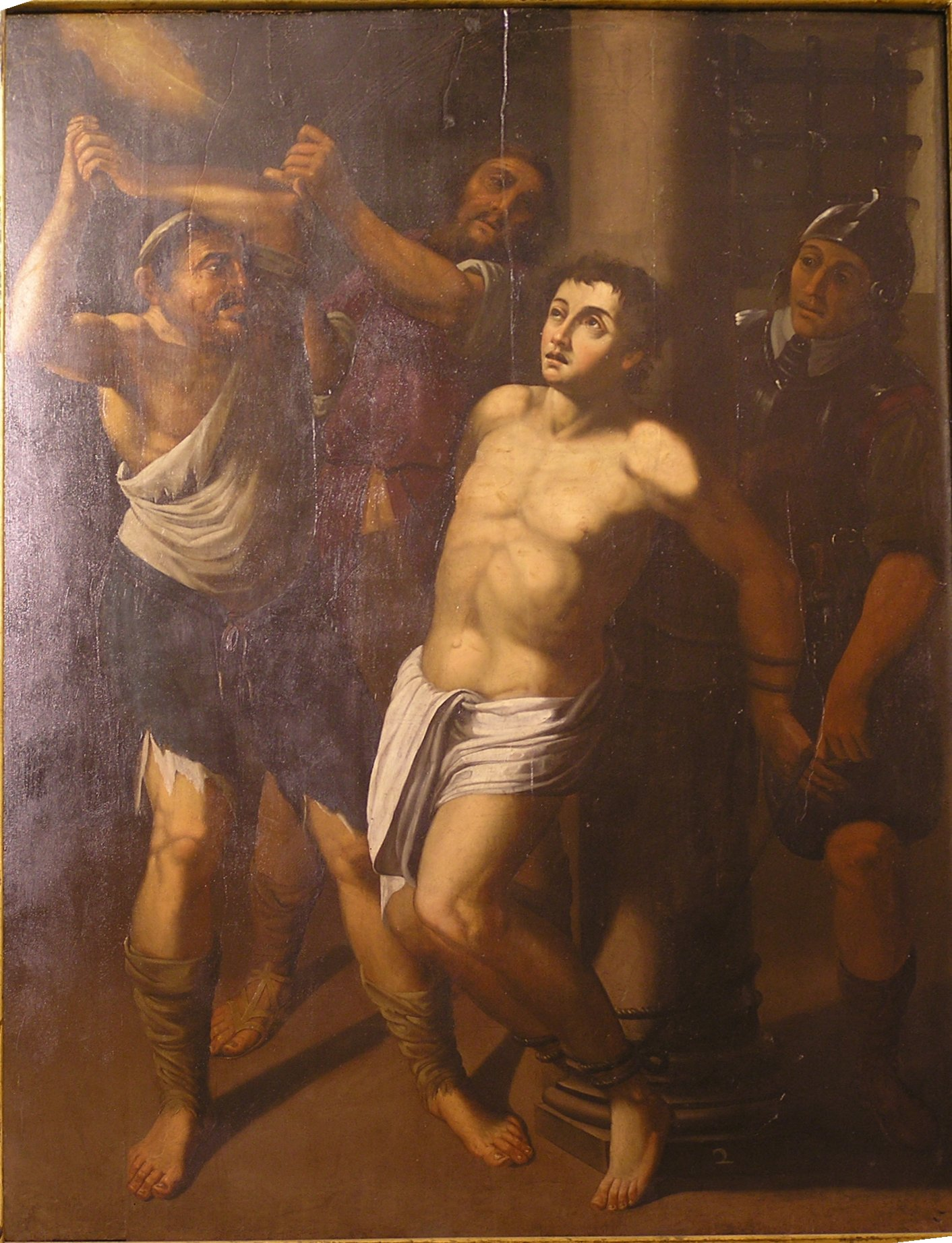
Flagel·lació de sant Feliu

### Sèrie dels doctors de l'església llatina.

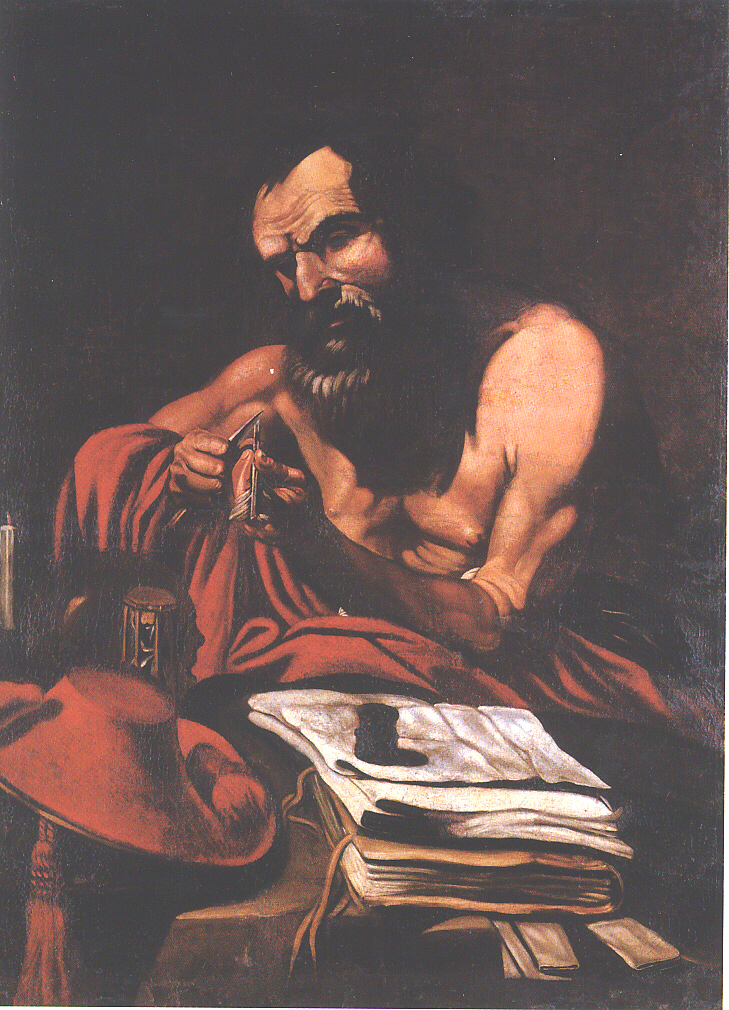
Sant Jeroni

Joan Amatller, rector de Ripollet, va ser qui va encarregar les pintures dels quatre doctors a Pere Cuquet, finalitzades l'any 1637. Actualment només n'hem pogut conservar tres d'elles que es troben a l'Església parroquial de San Miguel de Fuentes de Ebro a Saragossa: Sant Gregori Magne, Sant Agusí i el Sant Jeroni, la restant segurament estava dedicada a Sant Ambrós.
Gràcies a les restauracions que es van fer de les obres al voltant del 1998 hem pogut conèixer moltes més coses, entre elles l'autoria, que ara ja és inqüestionable. En el bastidor de Sant Agustí es va trobar en pintura vermella una inscripció: “Los regalo el fundador de esta capilla don Lamberto Vidal, pintor P. Cuquet. Barcelona 1637”. La hipòtesi confirma que les teles van ser un regal de Lamberto Vidal per a la parròquia de Fuentes de Ebro, concretament per la capella que hi va fundar. El que no sabem és com aquest notari i escrivà de l'ajuntament de Saragossa podria haver adquirit les obres.
Cuquet tendeix a situar les figures en primer terme, amb volums poderosos i ambients neutres per arribar a la sensibilitat de l'espectador directament. La paleta que utilitza, tant en aquest cas com en la majoria de les seves obres, destaca per una gamma cromàtica ajustada però sense atreviments. Tot i així l'estudi de la llum que aconsegueix en el Sant Jeroni fa augmentar l'efecte naturalista que no havíem vist anteriorment. Hem de recordar que el poc llegat que ens ha quedat de la seva obra, o que encara està per descobrir, no ens deixa investigar el desenvolupament pictòric per etapes de Cuquet, per això aquesta sèrie ens mostra una imatge tan diferent del pintor. Un altre tret a tenir en compte és que el registre qualitatiu també varia en funció del client, del format de l'obra i dels models utilitzats per a la composició.
Tota la sèrie dels doctors de Cuquet són una còpia literal de la mateixa sèrie de Claude Vignon, considerada la primera obra coneguda del pintor (circa 1614 – 1615). Sabem que Vignon va viatjar com a mínim dues vegades a la península. Entre el 1620 i el 1623 va romandre a Barcelona i Burgos, i entre el 1625 i 28 també en trobem referències. També sabem que el pintor distribuïa la seva pròpia obra repartint còpies i estampes al comerç. L'obra de Cuquet data del 1637, deu anys després de la seva última estada per tant podem considerar que la sèrie és fruit d'uns gravats, tot i que no s'han pogut localitzar. Tot i així hi ha una diferència molt curiosa en el quadre de Sant Gregori, que a més es repeteix en altres pintors que utilitzen la mateixa sèrie: Vignon representa al doctor amb tots els cabells, mentre que Cuquet amb tonsurat. Segurament és un canvi del gravador.
Les sèries dels doctors de l'Església llatina, com indica Carmen García Morte són molt freqüents en la pintura espanyola i italiana del barroc, “prova de l'èxit del model original que segurament va ser creat a italià entre els pintors de Caravaggio”.

## Obra perduda

### Retaule de la capella de Sant Jaume
Un document notarial del 1647 ens indica que els administradors de l'hospital de Mataró van rebre de Mn Jaume Sala i Pasqual tot l'equipament de la capella de Sant Jaume. Diu “Un retaule gran, proporcionat a la dita capella, en lo qual hi ha tres quadros pintats a l.oli lo hu ab la figura de Sant Jaume, y al peu d.ell, pintat lo dit magnífic Jaume Sala predit, altre quadro de la Consepsió de Nostra Senyora y altre quadro de la Cena del Senyor. Lo qual retaule ha de daurar Nicolau Urgellès”. També indica que el pintor Pere Cuquet va pintar tres de les teles per les quals va cobrar el 1646, 31 lliures, 18 sous i 3 diners.
Sabem que els marmessors de Mn. Jaume Sala pagaven un cens al convent del Carme de Barcelona, per al qual Cuquet havia creat un gran quadre representant el Concili d'Efes. Per tant, fàcilment haurien conegut la seva obra i li haguessin encarregat a ell les pintures de la capella de Sant Jaume.
El Museu Arxiu de Santa Maria conserva una tela de Sant Jaume Apòstol amb una figura orant a l'inferior, procedent de la sagristia de l'hospital que podria relacionar-se amb les pintures de Cuquet. L'examen de la tela indica que ha patit restauracions i repintats desafortunats per tant l'autoria de Pere Cuquet haurà de ser qüestionada en futures restauracions i documentacions.

### Claustre de Sant Francesc de Paula

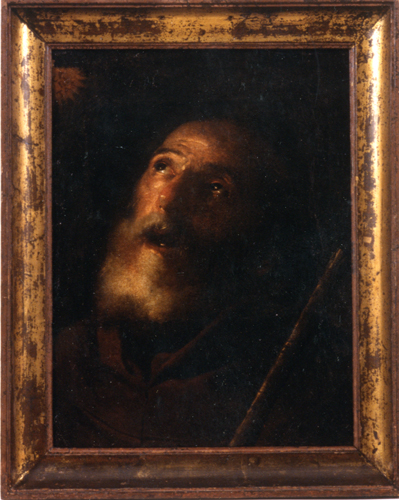
Cap de sant Francesc de Paula

Únicament conservem un fragment d'oli sobre tela de 45 x 34 cm d'aquesta obra, ubicada actualment a la Reial Acadèmia de Belles Arts de Sant Jordi. S'ha pogut certificar l'autoria de Pere Cuquet gràcies a unes observacions de l'inventari de l'Acadèmia de l'any en què va ser adquirida, on indica que abans de ser folrada tenia escrit rere la tela “Cuquet ft”. El fragment prové del convent de Sant Francesc de Paula de Barcelona, desamortitzat durant l'any 1835. Cean Bermúdez indica que al claustre del convent hi havia una quarantena de pintures sobre la vida de Sant Francesc de Paula realitzades pels pintors Pere Cuquet i Francesc Gassen
Palomino a “Las vides de los pintores y estatuarios eminemtes espanyoles” ens informa d'un gran quadre del concili d'Efes per a al convent del Carme de Barcelona: “Fue natural de Barcelona y excelente Pintor, como lo manifiefta el gran Quadro que pintò del Concilio Efefino; y eftà colocado en el Convento de nueftra Señora del Carmen; de dicha Ciudad”. Cean Bermudez afegeix una aportació a les paraules de Palomino. L'autor rebutja l'autoria de Cuquet en les vint teles de la vida de Sant Elías que es trobaven al segon claustre del convent del Carme i afegeix: “de cuya mano si son otros nueve quadros que estan en la porteria del mismo convento y representan varones insignes de aquella religion”. Són fonts que encara estan pendents de ser investigades i interpretades correctament.

### Teles del convent de Sant Agustí
També amb la col·laboració de Francesc Gassén, Cuquet realitza les teles del convent de Sant Agustí de Barcelona.

### Pintures del consell de cent
Al 1647 s'encarreguen a Cuquet nou pintures pel Consell de Cent de Barcelona. Sis d'elles per ser situades a dreta i esquerra del saló havien de representar les sis virtuts, de les tres restants no en tenim informació. Segons els documents es demana al pintor que les pintures “han de ser de les millors sendras se pugue trobar” i a més havia de “donar color als banchs, consell, espatlleres, armaris (...) y, finalment, la fusta de dita sala excempto lo enfront“. Malauradament la història no ens ha deixat rastres d'aquests treballs. Actualment el Consell de Cent és el resultat d'una reforma vuitcentista que no va deixar vestigis de l'estat anterior. En tot cas, l'encàrrec descriu fets que ens poden apropar a la seva figura. Pels treballs s'acorda pagar-li tres-centes lliures, entregades en dues parts. Les cent primeres sabem que li van ser donades el dia 19 de Setembre del mateix any i les darreres el dia 28 d'abril del 1678. Coetàniament també van treballar al Consell de Cent el pintor Josep Jornet i dos dauradors, Mateu Carbonell i Josep Massana.
Pere Cuquet va ser contractat altre cop pel Consell i la “Junta de embelliment de la Sala del Consell de Cent, l'abril de 1648 per fer nou teles amb imatges de la concepció, el martiri de Santa Eulàlia, el martiri de Sant Andreu, els bisbes Sant Patia, Sant Oleguer, Sant Sever i Sant Policarp, Santa Madrona i Sant Ramon de Penyafort. Aquest testimoni ens indica que l'obra de Cuquet va ser molt ben rebuda i a apreciada pel Consell, tant que van demanar nou teles més.

## Obra atribuïda
- Altar de santa Mònica.[5]
- Tres teles del convent de les carmelites descalces.
- Angelet del Mnac.